# Vette
- Övre vänster: Teckning som visar funktion av vette.
- Övre höger: Vette av hane gräsand i plast.
- Undre vänster: Vette av hane svartnäbbad brunand från tidigt 1900-tal.
- Undre höger: Utplacering av vettar.

Vette, även kallad lockfågel, är en typ av lockbete i form av en naturtrogen sjöfågelattrapp som används vid andjakt och liknande för att locka till sig, ofta sträckande, fåglar. De placeras i vattendrag där sjöfåglar söker sig till att landa och lurar inkommande fåglar att området är säkert från jägare.
Jakt med vettar har bedrivits sedan urminnes tider och har tillverkats av olika ting. Idag är vetten oftast tillverkad av plast eller trä och målad som de fåglar den skall likna.
De äldsta kända vettarna var gjorda av växtdelar, exempelvis vettar av kaveldun som användes av indianer i Amerika. På 1700-talet skars vettarna i trä och lämnades ofta omålade. Även döda preparerade djur, så kallade luder och levande fastsnarade fåglar har använts som vettar. "Luder" har förr ibland används synonymt för vette.
Jakt med vettar går till så att jägaren sitter i ett gömsle vid stranden eller på en kobbe med vettarna utlagda och förankrade i vattnet cirka 15–20 meter från gömslet. När fåglarna kommer sträckande lockas de att gå ner och landar vid vettarna.